# Giuseppe Gibilisco
Giuseppe Gibilisco (Siracusa, 5 gennaio 1979) è un ex astista e bobbista italiano, campione mondiale del salto con l'asta a Parigi Saint-Denis 2003 e bronzo olimpico ad Atene 2004.
Primatista nazionale del salto con l'asta sia outdoor sia indoor, in carriera è stato dodici volte finalista in manifestazioni internazionali di atletica leggera: tre Giochi olimpici, sei Mondiali (tre outdoor e tre indoor) e tre Europei.

## Biografia

### Gli inizi
Si è avvicinato all'atletica leggera grazie alle lezioni di educazione fisica alle scuole medie. Ha iniziato a praticare il salto con l'asta a 13 anni sotto la guida di Silvio Lentini. A 17 anni si è trasferito dalla sua città natale, Siracusa, al centro federale di Formia per allenarsi sotto la guida di Vitalij Petrov, il tecnico che ha seguito per tutta la carriera Serhij Bubka e che ha allenato anche la primatista mondiale Elena Isinbaeva.
A livello giovanile vanta due bronzi ai Mondiali juniores del 1998 e agli Europei under 23 del 2001.

### 2003: l'oro ai mondiali di Parigi
Nel suo palmarès, il risultato più prestigioso ottenuto è il titolo di campione del mondo, che si è aggiudicato a Parigi 2003 migliorando per ben due volte il record personale e italiano.
Dopo due tentativi sbagliati alla quota di 5,75 m, Gibilisco decise di passare e tenere l'ultimo salto rimasto per i 5,80 m. La mossa azzardata si rivelò vincente: non solo Gibilisco riuscì a saltare 5,80 alla prima prova, ma superò senza errori anche la quota successiva, 5,85 m, migliorando il suo precedente limite personale (e record italiano) di 5,82 m.
La quota di 5,90 m risultò invalicabile per tutti i concorrenti in gara tranne che per Gibilisco che così ottenne titolo mondiale, primato personale e record italiano.

### 2004-2006
Ai Giochi olimpici di Atene 2004, nonostante un grave infortunio che ne ha condizionato la stagione, ha vinto la medaglia di bronzo, arrivando terzo in finale con la misura di 5,85 m.
Nel 2005 a Firenze ha vinto la sua prova in Coppa Europa, contribuendo in modo decisivo al 3º posto finale dell'Italia. Ha preso parte ai Campionati del mondo di atletica leggera 2005 a Helsinki, dove si è classificato quinto con 5,50 m e agli Europei del 2006 di Göteborg concludendo la prova al 7º posto.

### 2007: l'accusa di doping e la successiva assoluzione
Il 18 luglio 2007 la commissione giudicante della FIDAL condanna in primo grado Gibilisco a due anni di squalifica, il massimo della pena, a seguito della sua implicazione nell'inchiesta "Oil for Drugs", ma due mesi dopo la commissione d'appello ribalta la sentenza e si pronuncia per l'assoluzione.
Il 26 ottobre il Giudice di Ultima Istanza del CONI conferma la sentenza di primo grado e squalifica in via definitiva l'atleta per 2 anni. Il gruppo sportivo della Guardia di Finanza, di cui Gibilisco fa parte, decide la conclusione del rapporto con l'astista.
Dopo aver presentato appello al Tribunale Arbitrale dello Sport di Losanna, il 9 maggio 2008 viene assolto.

### 2008-2009
Annullata la squalifica il 6 giugno torna a gareggiare. Viene tesserato dall'Atletica Jaeger Vittorio Veneto. Il 13 luglio ottiene, con 5,65 m, il minimo per gareggiare ai Giochi olimpici di Pechino 2008 dove si qualifica per la finale saltando la misura di 5,65 metri, suo record stagionale. In finale viene però subito eliminato non riuscendo a superare la prima misura di gara: 5,45 metri.
Nel 2009 passa alla società abruzzese Bruni Pubblicità Atletica Vomano, prima società civile alla Coppa Italia di atletica leggera 2008 e 2009. L'8 agosto dello stesso anno, saltando 5,50 m al meeting internazionale di Cottbus, ma fallendo di un soffio i 5,65 m, convince i tecnici azzurri a convocarlo per la spedizione che affronta i Mondiali a Berlino dove si classifica settimo con la misura di 5,65 m.

### 2010-2011
Ai Campionati europei 2010 di Barcellona Gibilisco conclude una buona prova al quarto posto. Successivamente viene riammesso nel gruppo sportivo della Guardia di Finanza.
Nel 2011 non riesce a raggiungere i limiti fissati per la partecipazione ai Mondiali di Taegu (i 5,60 del minimo B e i 5,72 del minimo A).

### 2013
Nel 2013 finisce secondo, miglior piazzamento azzurro, al Campionato europeo per nazioni a Gateshead, dietro a Renaud Lavillenie. Qualche giorno dopo vince la medaglia d'oro ai Giochi del Mediterraneo a Mersin con un salto di 5,70 m.

### Il ritiro
Il 14 agosto 2014, al termine delle qualificazioni agli europei di Zurigo, che hanno visto Gibilisco concludere senza misura con tre errori la misura di entrata a 5,40 metri, annuncia il suo ritiro dalle competizioni.
Il 2 dicembre 2015 viene nuovamente indagato per doping, venendo infine assolto nell'aprile 2016.

### Bob
Nel 2016 decise di dedicarsi al bob, gareggiando in alcune tappe di Coppa del Mondo negli equipaggi pilotati da Patrick Baumgartner nel ruolo di frenatore. Fece il suo esordio nella seconda parte della stagione 2016/17, il 29 gennaio 2017 ad Igls classificandosi 25º nel bob a quattro.

### Attività politica
Nel giugno 2023 viene designato assessore di Siracusa con il sindaco Francesco Italia con delega allo sport.

### Allenatore
È stato allenatore dell'altista Claudio Stecchi fino al 2024.

## Record nazionali
Seniores
- Salto con l'asta: 5,90 m ( Saint-Denis, 28 agosto 2003)
- Salto con l'asta indoor: 5,82 m ( Donec'k, 15 febbraio 2004)

## Progressione

### Salto con l'asta
| Stagione | Misura | Luogo       | Data      | Rank. Mond. |
| -------- | ------ | ----------- | --------- | ----------- |
| 2014     | 5,70 m | Rieti       | 12-7-2014 | 15º         |
| 2013     | 5,70 m | Mersin      | 28-6-2013 | 16º         |
| 2011     | 5,60 m | Landau      | 2-8-2011  | 37º         |
| 2010     | 5,75 m | Barcellona  | 31-7-2010 | 10º         |
| 2009     | 5,70 m | Formia      | 24-7-2009 | 17º         |
| 2008     | 5,65 m | Pechino     | 20-8-2008 | 34º         |
| 2007     | 5,70 m | Atene       | 2-7-2007  | 30º         |
| 2006     | 5,80 m | Atene       | 3-7-2006  | 11º         |
| 2005     | 5,83 m | Berlino     | 4-9-2005  | 8º          |
| 2004     | 5,85 m | Atene       | 27-8-2004 | 4º          |
| 2003     | 5,90 m | Saint-Denis | 28-8-2003 | 4º          |
| 2002     | 5,70 m | La Canea    | 30-6-2002 | 24º         |
| 2001     | 5,50 m | Amsterdam   | 15-7-2001 | 63º         |
| 2000     | 5,70 m | Sydney      | 27-9-2000 |             |
| 2000     | 5,70 m | Rüdlingen   | 12-8-2000 |             |
| 2000     | 5,70 m | Gateshead   | 16-7-2000 |             |
| 1999     | 5,60 m | Cuxhaven    | 23-7-1999 |             |
| 1998     | 5,30 m | Roma        | 23-5-1998 |             |
| 1997     | 5,20 m | Formia      | 13-7-1997 |             |

## Palmarès
| Anno | Manifestazione          | Sede        | Evento           | Risultato | Prestazione | Note                                     |
| ---- | ----------------------- | ----------- | ---------------- | --------- | ----------- | ---------------------------------------- |
| 1998 | Mondiali U20            | Annecy      | Salto con l'asta | Bronzo    | 5,20 m      |                                          |
| 2000 | Giochi olimpici         | Sydney      | Salto con l'asta | 10º       | 5,50 m      | [ 10 ] [ 11 ]                            |
| 2001 | Europei U23             | Amsterdam   | Salto con l'asta | Bronzo    | 5,50 m      |                                          |
| 2001 | Mondiali                | Edmonton    | Salto con l'asta | nm (q)    | nm (q)      |                                          |
| 2001 | Giochi del Mediterraneo | Tunisi      | Salto con l'asta | Argento   | 5,50 m      |                                          |
| 2002 | Europei                 | Monaco      | Salto con l'asta | 10º       | 5,60 m      |                                          |
| 2003 | Mondiali indoor         | Birmingham  | Salto con l'asta | 8º        | 5,40 m      |                                          |
| 2003 | Mondiali                | Saint-Denis | Salto con l'asta | Oro       | 5,90 m      | Record nazionale                         |
| 2004 | Mondiali indoor         | Budapest    | Salto con l'asta | 6º        | 5,60 m      |                                          |
| 2004 | Giochi olimpici         | Atene       | Salto con l'asta | Bronzo    | 5,85 m      | Miglior prestazione personale stagionale |
| 2005 | Mondiali                | Helsinki    | Salto con l'asta | 5º        | 5,50 m      |                                          |
| 2006 | Europei                 | Göteborg    | Salto con l'asta | 7º        | 5,50 m      |                                          |
| 2008 | Giochi olimpici         | Pechino     | Salto con l'asta | Finale    | nm          | [ 12 ]                                   |
| 2009 | Europei indoor          | Torino      | Salto con l'asta | nm (q)    | nm (q)      |                                          |
| 2009 | Mondiali                | Berlino     | Salto con l'asta | 7º        | 5,65 m      |                                          |
| 2010 | Mondiali indoor         | Doha        | Salto con l'asta | 10º (q)   | 5,45 m      |                                          |
| 2010 | Europei                 | Barcellona  | Salto con l'asta | 4º        | 5,75 m      | Miglior prestazione personale stagionale |
| 2011 | Europei indoor          | Parigi      | Salto con l'asta | nm (q)    | nm (q)      |                                          |
| 2013 | Giochi del Mediterraneo | Mersin      | Salto con l'asta | Oro       | 5,70 m      | Miglior prestazione personale stagionale |
| 2013 | Mondiali                | Mosca       | Salto con l'asta | nm (q)    | nm (q)      |                                          |
| 2014 | Europei                 | Zurigo      | Salto con l'asta | nm (q)    | nm (q)      |                                          |

## Altre competizioni internazionali
2000
- 4º in Coppa Europa ( Gateshead), salto con l'asta - 5,70 m

2002
- Argento in Coppa Europa ( Annecy), salto con l'asta - 5,65 m

2003
- Argento in Coppa Europa ( Firenze), salto con l'asta - 5,70 m
- 6º alla World Athletics Final ( Monaco), salto con l'asta - 5,60 m

2004
- 6º alla World Athletics Final ( Monaco), salto con l'asta - 5,45 m

2005
- Oro in Coppa Europa ( Firenze), salto con l'asta - 5,80 m
- Bronzo alla World Athletics Final ( Monaco), salto con l'asta - 5,60 m

2006
- Argento in Coppa Europa ( Malaga), salto con l'asta - 5,65 m

2010
- Oro al meeting di Dessau ( Dessau-Roßlau), salto con l'asta - 5,70 m
- 4º all'Adidas Grand Prix ( New York), salto con l'asta - 5,60 m
- Bronzo agli Europei a squadre ( Bergen), salto con l'asta - 5,60 m
- 6º all'Athletissima ( Losanna), salto con l'asta - 5,60 m

2011
- 4º al British Grand Prix ( Birmingham), salto con l'asta - 5,50 m
- 4º al meeting internazionale di Landau ( Landau), salto con l'asta - 5,60 m[13]
- 6º al Meeting internazionale di Stettino ( Stettino), salto con l'asta - 5,40 m
- 4º al Rieti Meeting ( Rieti), salto con l'asta - 5,51 m

2013
- Argento agli Europei a squadre ( Gateshead), salto con l'asta - 5,60 m